# Anglisering
Att anglisera innebär att göra engelsk. Detta gäller bland annat språk, kultur och beteende.
I och med den ökande användningen av engelska i litteratur och medier, kanske i synnerhet på Internet, är svenskan med flera språk utsatta för anglisering. Exempel på engelska ord och uttryck som ofta används i svenska språket i dag kan vara aircondition, breakdance och deadline.